# Capnophialophora pinophila
Capnophialophora pinophila är en svampart som först beskrevs av Christian Gottfried Daniel Nees von Esenbeck, och fick sitt nu gällande namn av Borowska 1971. Capnophialophora pinophila ingår i släktet Capnophialophora och familjen Metacapnodiaceae.   Inga underarter finns listade i Catalogue of Life.